# Сорок сороков

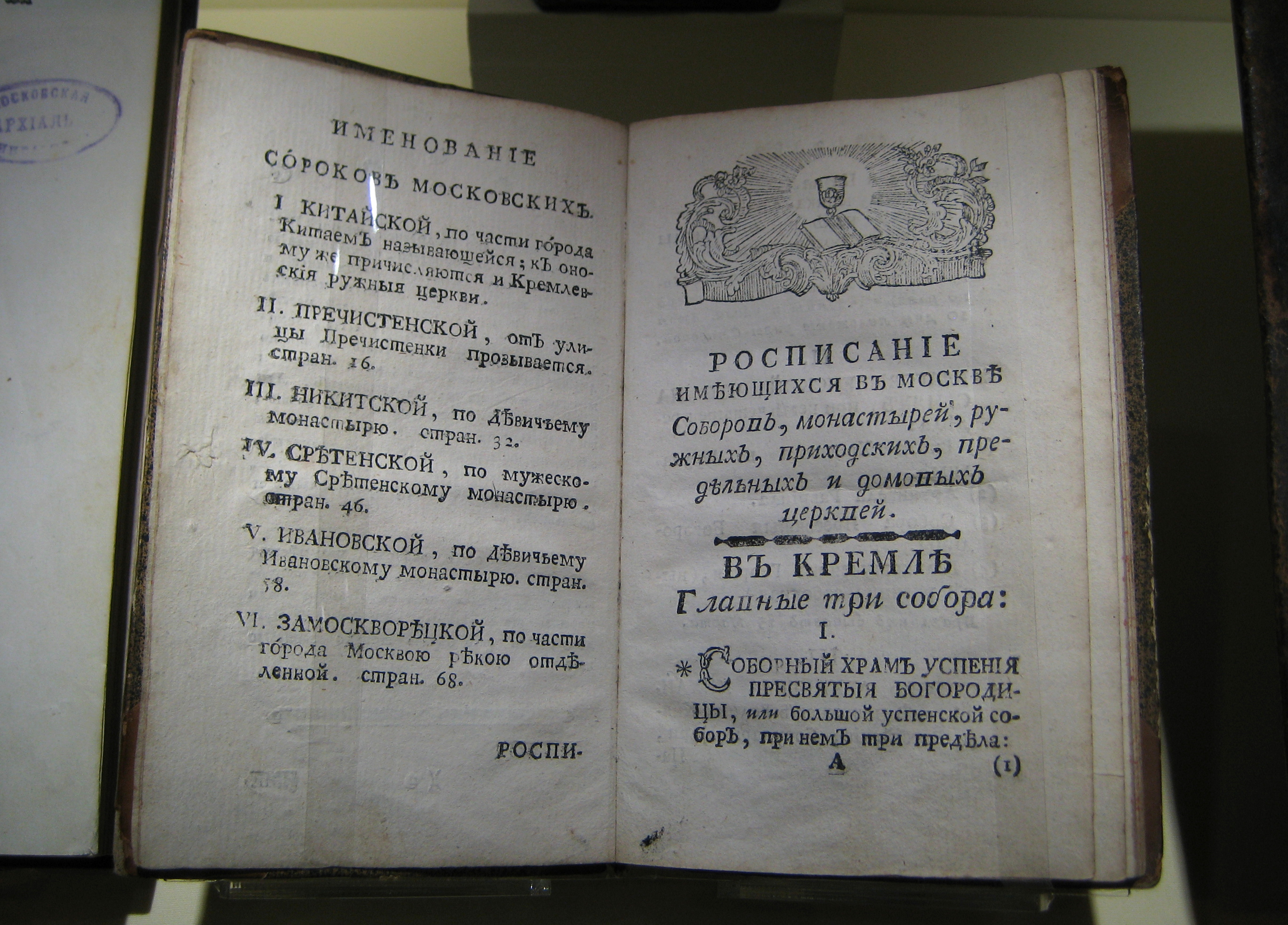

Со́рок сороко́в — фразеологизм, обозначающий всю совокупность московских храмов, многочисленность церквей в старой Москве, а также большое количество чего-либо.

## Толкования
Согласно Стоглавому собору, каждая московская церковь входила в ту или иную церковно-административную единицу  под названием соро́к (иначе староство). Таких сороко́в в Москве первоначально было 7, с конца XVII века по начало XX века — 6. (Конкретное число церквей в составе каждого из сороков превышало 40 — по крайней мере в конце XVII века.)
Выражение «сорок сороков» использовали, в числе прочего, для описания общемосковского торжественного крестного хода, на который духовенство и прихожане собирались по «сорока́м», к которым были приписаны.
Впоследствии это выражение и само слово «со́рок» стали употреблять для обозначения большого количества. Например, можно указать на то, что сороконожка имеет не сорок ног, поскольку слово «сорок» может означать не только «четыре десятка», но и «много».
В переносном смысле выражение «сорок сороков» используется для обозначения предметов и явлений, связанных с московскими храмами (см. примеры на странице значений).

### Спорные толкования
Выражение «сорок сороков» иногда толкуют как указание на то, что в дореволюционной Москве было примерно 40 × 40 = 1600 храмов. Например, так его понимает координатор движения «Сорок сороков» Андрей Кормухин:

В миллионной Москве начала XX века было около тысячи шестисот храмов — поэтому её и называли златоглавой, городом сорока сороков.

| Часть города                              | Храмы | Престолы | Часовни |
| ----------------------------------------- | ----- | -------- | ------- |
| Кремль и монастыри                        | 145   | 241      | 16      |
| Китай-город                               | 27    | 56       | 8       |
| Белый город                               | 76    | 185      | 4       |
| Земляной город                            | 101   | 246      | 3       |
| Замоскворечье                             | 50    | 126      | 2       |
| Иные районы Москвы (в границах 1917 года) | 278   | 527      | 25      |
| Окраины (границы 1960 года)               | 87    | 160      | 16      |
| Инославие и иноверие                      | 84    | 79       | 4       |
| Итого                                     | 848   | 1620     | 78      |

Однако по статистике начала XX века в Москве было около 800 храмов, указывает иеромонах Иов (Гумеров), тем самым отвергая этот взгляд.
Близкую цифру, 1500 церквей и часовен, указал в своей книге, вышедшей в 1647 году, немецкий ученый и путешественник Олеарий, но всё-таки даже эта цифра, возможно, является завышенной.
Пётр Георгиевич Паламарчук, автор краткой иллюстрированной книги об истории всех московских храмов «Сорок сороков», в своей книге сообщает, что цифру 1600 можно получить, если подсчитать престолы храмов различных христианских исповеданий. Точнее, он насчитал 1620 престолов, включая в это число 160 престолов храмов в границах Москвы 1960 года (не входивших в состав Москвы по состоянию на 1917 год) и 79 престолов инославных и иноверческих храмов. Таким образом, вычитанием этих двух цифр получаем, что на тот момент и в тогдашних границах общее количество престолов православных храмов Москвы составляло 1381.

## Примеры употребления

### Стихи
| В Москве отрада лишь одна Высокой прелести полна: Один глагол всегда священный, Наследие былых времен,- И как сердцам понятен он, Понятен думе умиленной! То вещий звук колоколов!.. То гул торжественно-чудесный, Взлетающий до облаков, Когда все сорок сороков Взывают к благости небесной!— Евдокия Ростопчина. Вид Москвы (1840) |

| И целых сорок сороков церквей Смеются над гордынею царей!— Марина Цветаева. Над городом, отвергнутым Петром… (28 мая 1916) |

| Семь холмов — как семь колоколов! На семи колоколах — колокольни. Всех счетом — сорок сороков. Колокольное семихолмие!— Марина Цветаева. Семь холмов — как семь колоколов!.. (8 июля 1916) |

| Когда вода Всемирного потопа Вернулась вновь в границы берегов, Из пены уходящего потока На берег тихо выбралась Любовь - И растворилась в воздухе до срока, А срока было - сорок сороков…— Владимир Высоцкий. Баллада о Любви (1975) |

### Проза
- Пример употребления в прозе в значении всей совокупности московских храмов можно найти в рассказе Михаила Булгакова «Сорок сороков» (1923):

На самую высшую точку в центре Москвы я поднялся в серый апрельский день. Это была высшая точка – верхняя платформа на плоской крыше дома бывшего Нирензее, а ныне Дома Советов в Гнездниковском переулке. Москва лежала, до самых краёв видная, внизу. Не то дым, не то туман стлался над ней, но сквозь дымку глядели бесчисленные кровли, фабричные трубы и маковки сорока сороков.
- Любопытный пример даёт сказка «Козьма Скоробогатый» из сборника Афанасьева. Лисица хитростью заманивает к царю сначала «сорок сороков серых волков», затем «сорок сороков чёрных медведей», наконец — «сорок сороков соболей и куниц»:

Царь не может надивиться богатству Козьмы Скоробогатого, с радостью принял дар и приказал всех зверей перебить и поснимать с них шкуры.
Пример любопытен тем, что соболей и куниц действительно считали сорока́ми, но не живых зверьков, а шкурки. Если к этому прибавить тот факт, что шкуры волков и медведей (а тем более живых зверей) сорока́ми не считали, представляется вероятным, что здесь говорится об очень большом количестве, а не конкретном числе.

## Комментарии
1. ↑  Наибольшее число храмов, 210, в XVII веке входило в Пречистенский сорок[4].